# Rétalap
Rétalap ist eine ungarische Gemeinde im Kreis Győr im Komitat Győr-Moson-Sopron. Zur Gemeinde gehört der Ortsteil Baloghtag.

## Geografische Lage
Rétalap liegt 22,5 Kilometer südöstlich des Komitatssitzes und der Kreisstadt Győr und ist die östlichste Gemeinde im Komitat Győr-Moson-Sopron. Nachbargemeinden sind Bőny, Bana, Tárkány und Mezőörs.

## Geschichte
Die erste schriftliche Erwähnung der Siedlung stammt aus dem 13. Jahrhundert. Im Jahr 1888 kam es zum Zusammenschluss der Orte Bőny und Rétalap unter dem Namen Bőnyrétalap. 1913 gab es in der damaligen Großgemeinde Bőnyrétalap 372 Häuser und 2.504 Einwohner auf einer Fläche von 11.015 Katastraljochen. Sie gehörte zu dieser Zeit zum Bezirk Puszta im Komitat Győr. Der Ort war traditionell landwirtschaftlich geprägt. Seit 1992 hat Rétalap wieder den Status einer eigenständigen Gemeinde. Heutzutage pendelt ein Teil der Bewohner zur Arbeit nach Győr, während der andere in regionalen landwirtschaftlichen Betrieben arbeitet. Ungefähr zwei Drittel der Bevölkerung gehören der römisch-katholischen Kirche an.

## Sehenswürdigkeiten
- Kruzifixe
- Millenniumskreuz
- 1956er-Denkmal
- Römisch-katholische Kirche Magyarok Nagyasszonya mit separatem Glockenturm

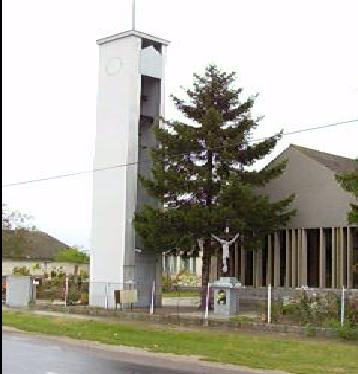
Römisch-katholische Kirche Magyarok Nagyasszonya mit Glockenturm
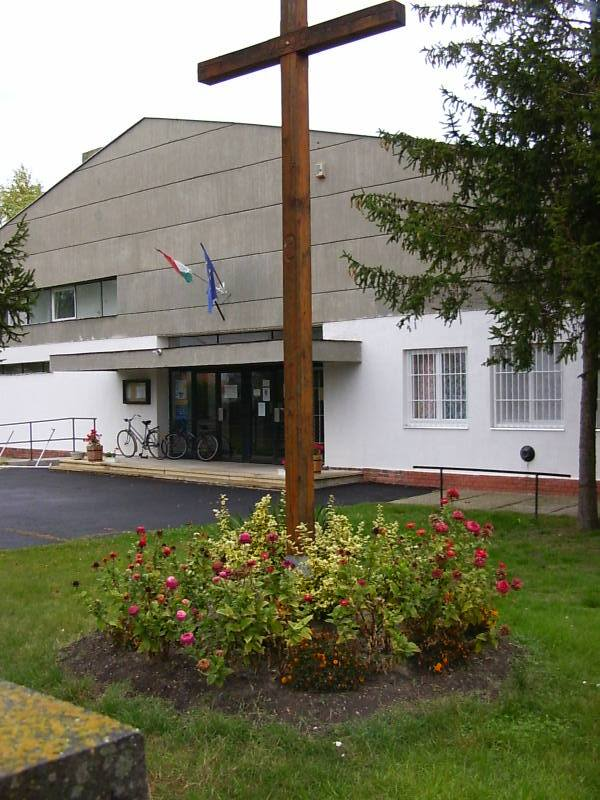
Millenniumskreuz

## Verkehr
Rétalap ist nur über die Nebenstraße Nr. 81138 zu erreichen. Es bestehen Busverbindungen über Bőny nach Győr, wo sich der nächstgelegene Bahnhof befindet.